# Culottage
Pour les articles homonymes, voir Assaisonnement.

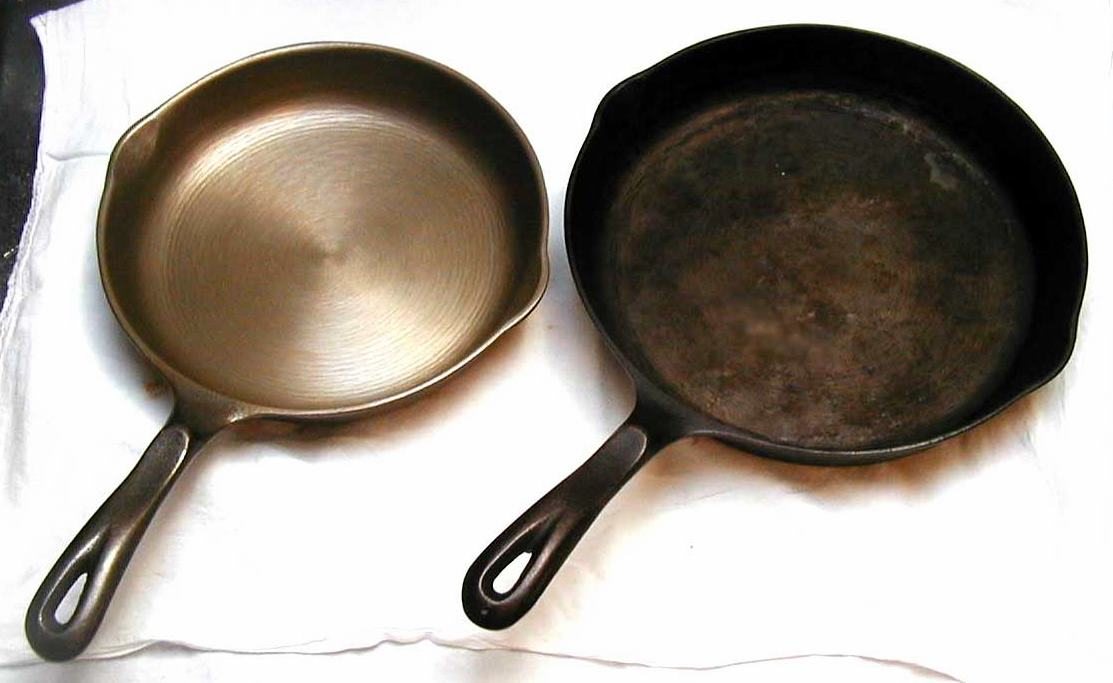
Poêles en fonte, avant culottage (à gauche), et après plusieurs années d'utilisation (à droite).)

Le culottage (parfois appelé assaisonnement, sous l'influence de l'anglais seasoning) est un processus de traitement de surface des ustensiles de cuisine métalliques avec de la graisse ou de l'huile chauffée, afin de produire un revêtement résistant à la corrosion et à l'adhésion des aliments,.

## Généralités

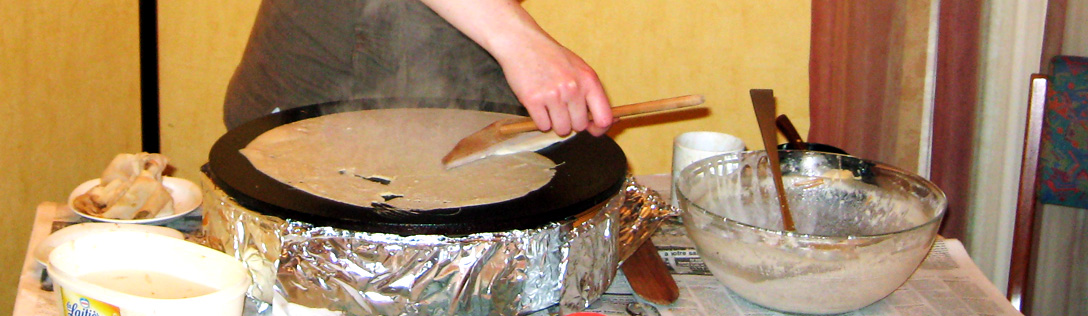
Les crêpières en fonte et le billig breton demandent un culottage en règle avant la première utilisation.

Le culottage ou assaisonnement est requis pour les ustensiles de cuisine en fonte non émaillée et en acier au carbone, qui sinon rouillent rapidement lorsqu'ils sont chauffés en présence d'oxygène et d'eau, même en petites quantités.
De plus, les aliments ont tendance à attacher aux ustensiles de cuisine en fer et en acier au carbone non traités. Certains ustensiles de cuisine en fonte et en acier au carbone sont pré-assaisonnés par les fabricants, mais la plupart doivent être traités par les utilisateurs.
Les ustensiles en aluminium ou en inox ne nécessitent pas de protection contre la corrosion, mais le culottage, toujours possible, réduit le collage et peut aider à brunir les aliments,. Les autres surfaces d’ustensiles de cuisine ne sont généralement pas culottées.

## Méthodes

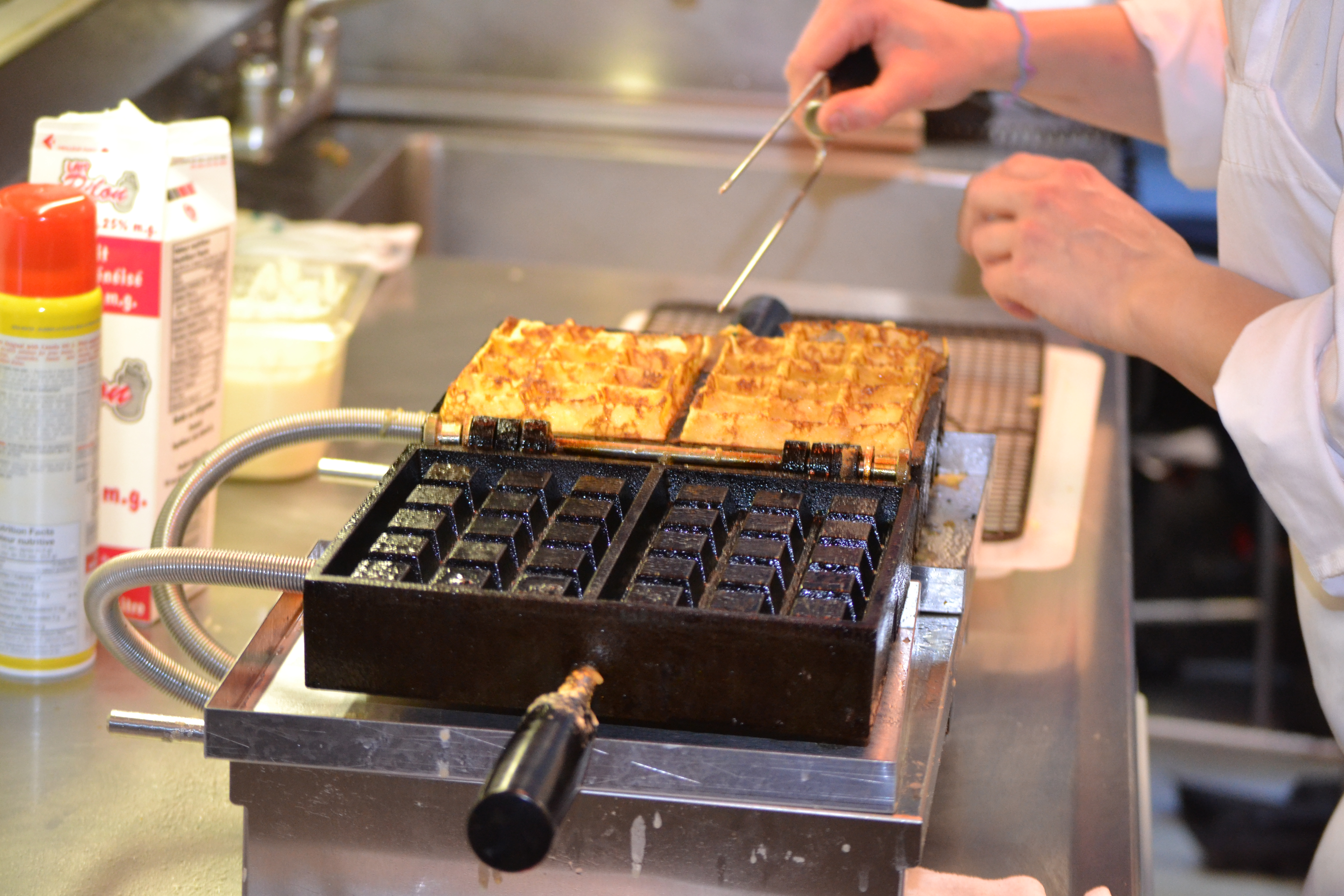
Un gaufrier en fonte, nécessitant un culottage.

Les aliments adhèrent facilement aux surfaces de cuisson des ustensiles en métal nu, qui doivent être huilés ou culottés avant utilisation. Le revêtement connu sous le nom de culottage est formé par un processus d'application de fines couches d'huile ou de graisse sur toute la surface interne (et éventuellement externe) de l'ustensile et à décomposer chaque couche de gras par pyrolyse à haute température pendant un temps assez prolongé. La couleur de la couche de base s'assombrira à l'usage, jusqu'à devenir pratiquement noire sur toute la surface.
Pour culotter une poêle, une casserole, une marmite (soit un ustensile neuf, soit un ustensile ancien dont le culottage a été endommagé), la surface doit être préparée.
L'ustensile est d'abord nettoyé de façon à éliminer, selon le cas, un ancien culottage ou des résidus de fabrication, et à exposer le métal à nu. Pour prévenir l'oxydation des objets neufs en acier au carbone ou en fonte naturelle, les fabricants les livrent revêtus d'un pré-culottage au four qui peut être conservé, ou d'une couche protectrice de cire ou de gomme laque qui, elle, doit être retirée par récurage à l'eau chaude savonneuse avant toute utilisation. Alternativement, pour les woks, il est courant de brûler le revêtement à haute température (à l'extérieur ou sous une hotte) pour mettre à nu la surface métallique. Pour les poêles déjà utilisées qui doivent être à nouveau culottées, le processus de nettoyage peut être plus complexe, impliquant l'élimination de la rouille à la brosse métallique et un nettoyage en profondeur, ou en la brûlant sur un feu de camp ou dans un four autonettoyant pour éliminer le culottage et l'ancienne accumulation de matières grasses brûlées.
Ensuite, selon les habitudes locales ou familiales, on applique une très fine couche de graisse animale ou d'huile de cuisson (allant du saindoux aux huiles végétales alimentaires courantes), puis on chauffe fortement l'instrument sur une cuisinière à gaz ou toute autre source de chaleur, généralement au-dessus du point de fumée (environ 250° C pour l’huile végétale), pour générer une première couche d'assaisonnement,,.
Puis généralement, la surface est nettoyée, et souvent, elle est polie avec du sel avant que le processus ne soit répété plusieurs fois. Les détails précis du processus d'assaisonnement diffèrent d'une source à l'autre et il existe de nombreux désaccords et discussions, - le plus souvent entre des auteurs américains qui ont une longue tradition de ces instruments de cuisine -, concernant la meilleure méthode et la meilleure huile à utiliser. Il n'y a pas non plus de consensus clair sur la meilleure température et la durée optimale de chauffage. Lodge (en), actuellement le principal fabricant d'ustensiles en fonte aux États-Unis, dit sur son site Web utiliser un mélange d'huile de soja dans ses couches de base, mais indique que toutes les huiles et graisses peuvent être utilisées. La température recommandée pour l'assaisonnement varie considérablement selon les auteurs, allant de températures élevées supérieures à 260 °C (500 °F) à des températures inférieures à 150 °C (302 °F).
L'assaisonnement d'un wok en fonte ou en acier au carbone est une opération bien connue en Asie et dans la culture américano-asiatique. Alors que la méthode d'assaisonnement à l'huile végétale est également utilisée en Asie, une méthode traditionnelle de culottage prévoit l'utilisation de ciboulette ou d'oignons verts chinois mêlés à l'huile au cours du culottage.

## Chimie de surface
Dans l'opération de culottage des poêles et marmites, l'huile ou la graisse est convertie en une surface dure par des cuissons à des températures élevées.
Lorsque des huiles ou des graisses sont chauffées dans un récipient, de multiples réactions de dégradation se produisent, notamment la décomposition, l'auto-oxydation, l'oxydation thermique, la polymérisation et la cyclisation,. Souvent, le culottage d'une casserole est inégal et ce n'est qu'avec le temps qu'il s'étendra à tout l'instrument. Certains utilisateurs préconisent de chauffer légèrement la poêle en acier ou en fonte avant d'appliquer la graisse ou l'huile pour s'assurer qu'elle est complètement sèche,.
La surface ainsi culottée est hydrophobe, mais très attrayante pour les huiles et graisses utilisées pour la cuisson qui, à la longue, forment une couche qui empêche les aliments d'attacher sur la surface de cuisson métallique hydrophile située au-dessous.
Un ancien assaisonnement peut être éliminé à une température suffisamment élevée, comme dans les cycles d'autonettoyage d'un four.

## Entretien
Certains rédacteurs déconseillent d'utiliser des casseroles et des marmites et cocottes culottées pour cuire des aliments contenant des tomates, du vinaigre ou d'autres ingrédients acides, parce que ces aliments finiraient par éliminer la couche protectrice créée pendant le processus de culottage,,. Selon des tests menés par America's Test Kitchen, il est peu probable, — bien que la cuisson d'une sauce tomate très acide pendant plus de 30 minutes produise un goût métallique —, que la cuisson d'aliments acides dans une casserole bien culottée pendant une courte période puisse avoir des conséquences négatives,,,,.
Les ustensiles en fonte sont les mieux adaptés pour cuire des aliments riches en huile ou en graisse, comme le poulet, le bacon ou les saucisses, ou des aliments frits. Le nettoyage est souvent effectué sans l'utilisation de détergent, mais certains auteurs de livres de cuisine recommandent d'essuyer uniquement, sans les laver, les ustensiles de cuisine assaisonnés après chaque utilisation ou de se contenter d'un gommage au sel ou d'eau bouillante. La couche protectrice elle-même n'est pas très sensible aux savons, et de nombreux utilisateurs utilisent brièvement des savons et des détergents. Dans tous les cas, il est recommandé d'éviter de tremper la fonte dans l'eau pendant de longues périodes, car la couche peut commencer à s'écailler et la rouille à s'installer.
Contrairement aux revêtements antiadhésifs comme le téflon, facilement endommagés par les ustensiles métalliques, les surfaces des contenants bien culottés ont tendance à s'auto-reformer, perpétuant donc leur utilisation,.

## Sources
1. ↑  Harold McGee, On Food and Cooking: The Science and Lore of the Kitchen, rev. ed., 2007, p. 790
2. ↑  Cherie Mason, J. Kenji López-Alt, The Food Lab: Better Home Cooking Through Science, W.W. Norton, 2015, chapter "Essential kitchen gear", section "Pots and Pans".
3. ↑  (en) Tommy Werner, « How to Turn a Stainless Steel Skillet into a Nonstick Pan », sur epicurious.com, 23 mars 2017 (consulté le 13 novembre 2023).
4. ↑  (en) Joe Sevier, « How a Well-Seasoned Sheet Pan Can Make You a Better Cook », sur epicurious.com, 10 mai 2016 (consulté le 13 novembre 2023).
5. ↑  « Care of Cast Iron Pots and Pans » (consulté le 3 janvier 2008).
6. ↑  « Cleaning Cast Iron With Lye » (consulté le 3 janvier 2008).
7. ↑  « How to use your self-cleaning oven for cleaning cast iron » (consulté le 3 janvier 2008).
8. ↑  « Lodge - Seasoned Cast Iron », Lodge Manufacturing (consulté le 15 décembre 2012).
9. ↑  « Care and seasoning of your wok » [archive du 9 mai 2008] (consulté le 3 janvier 2008).
10. ↑  « Seasoning Frying Pans ».
11. ↑  All about seasoning.
12. ↑  Grace Young, The Breath of a Wok: Unlocking the Spirit of Chinese Wok Cooking Through Recipes and Lore, Simon & Schuster, 2004 (ISBN 0-7432-3827-3, lire en ligne ), 48.
13. ↑  Chang, S. S., Peterson, R. J. & Ho, C. T. (1978) Chemical reactions involved in the deep-fat frying of foods. J. Am. Oil Chem. Soc. 55: 718–727.
14. ↑  Paul, S. & Mittal, G. S. (1997) Regulating the use of degraded oil/fat in deep-fat/oil food frying. Crit. Rev. Food Sci. Nutr. 37: 635–662.
15. ↑  « Seasoning Cast Iron » (consulté le 3 janvier 2008).
16. ↑  « Seasoning Cast Iron Pots », sur Cooking Louisiana (consulté le 31 décembre 2007).
17. ↑  Sara Chodosh, « Seasoning your cast iron pan isn’t enough », sur Popular Science, 8 novembre 2019 (consulté le 14 décembre 2020).
18. ↑  Heather MacMullin, « What Not To Cook In A Cast Iron Pan, Starting With Tomato Sauce », sur Châtelaine, 22 janvier 2019 (consulté le 14 décembre 2020).
19. ↑  Julie R. Thomson, « Think Twice Before Cooking Tomatoes In Your Cast Iron Skillet », sur HuffPost, 16 août 2017 (consulté le 14 décembre 2020).
20. 1 2  « The Truth About Cast Iron », sur America's Test Kitchen (consulté le 14 décembre 2020).
21. ↑  Lisa Cericola, « 6 Things You Didn’t Know About Your Cast Iron Skillet », sur Southern Living, 18 juillet 2017 (consulté le 14 décembre 2020).
22. ↑  Alan Henry, « It's Okay to Cook Acidic Dishes in Cast Iron (and Other Cast Iron Myths, Debunked) », sur Lifehacker, 1er mai 2016 (consulté le 14 décembre 2020).
23. ↑  Max Bonem, « 9 of the Wildest Misconceptions About Cast Iron, Debunked », sur Food & Wine, 14 janvier 2020 (consulté le 14 décembre 2020).
24. 1 2  Erika Tracy, « The 5 Biggest Things People Get Wrong About Cast Iron Cookware », sur Kitchn, 30 juillet 2020 (consulté le 14 décembre 2020).
25. ↑  Carla Emery, The Encyclopedia of Country Living: An Old Fashioned Recipe Book, Sasquatch Books, 2003 (ISBN 1-57061-377-X, lire en ligne), p. 41.
26. ↑  Cast Iron Cookbook: The Ultimate Guide to Cast Iron Cooking By Julia Grady.